# Cesium
Cesium (chemická značka Cs, latinsky Caesium) je chemický prvek z řady alkalických kovů, vyznačuje se velkou reaktivitou a mimořádně nízkým redoxním potenciálem.

## Základní fyzikálně-chemické vlastnosti

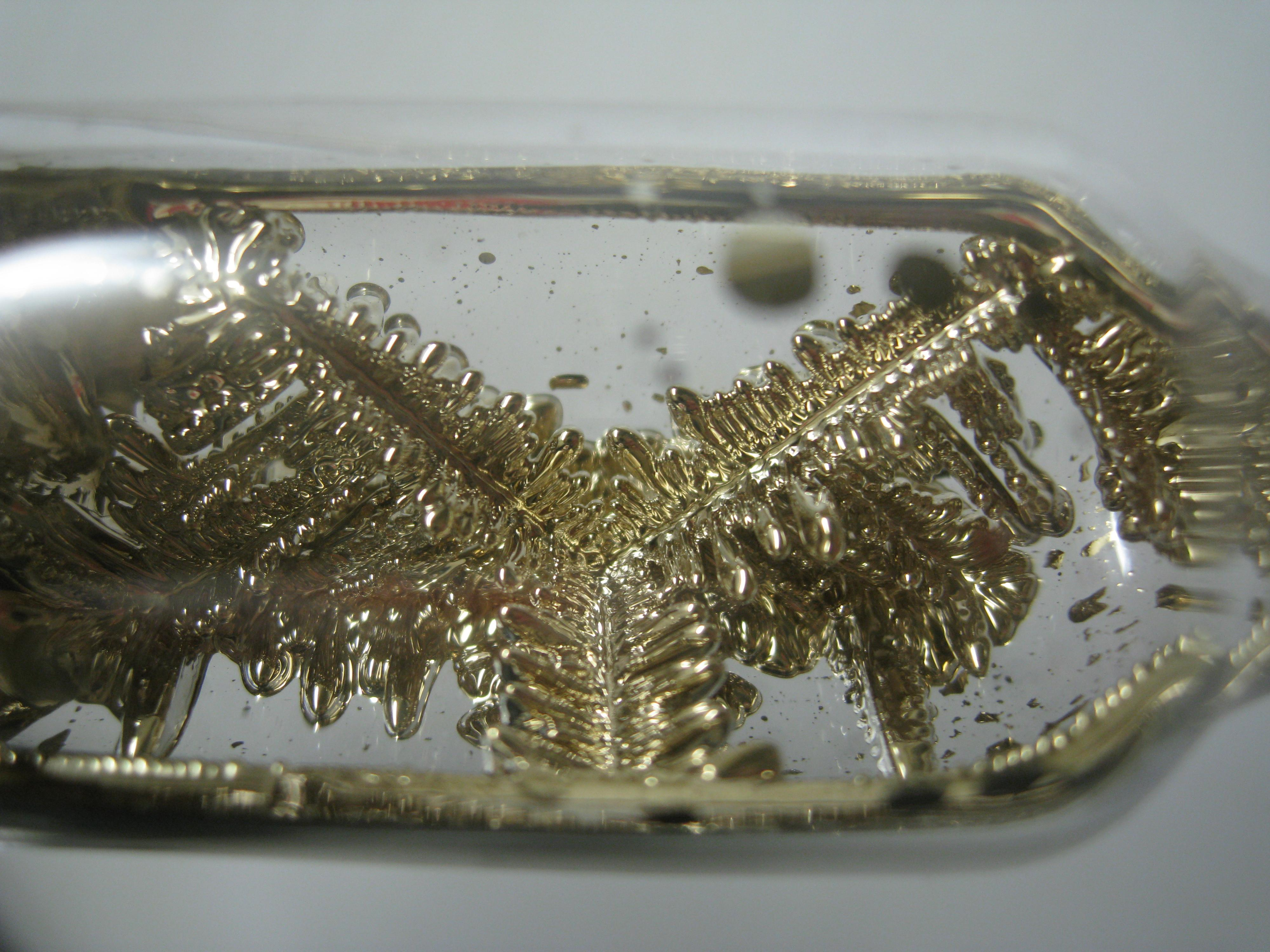
Velmi čisté cesium v argonovém obalu

Cesium je měkký, lehký, stříbrnozlatý kov, který lze krájet nožem. Jde o nejměkčí prvek periodické soustavy, který má zároveň druhý nejnižší bod tání i varu ze všech kovů (po rtuti). Na rozdíl od lithia, sodíku a draslíku má spolu s rubidiem vyšší hustotu než voda. Velmi dobře vede elektrický proud a teplo. V jeho parách se kromě jednoatomových částic vyskytují i dvouatomové molekuly. Páry mají modrozelenou až zelenošedou barvu. V kapalném amoniaku se rozpouští na temně modrý roztok. Elementární kovové cesium lze dlouhodobě uchovávat pod vrstvou alifatických uhlovodíků jako petrolej nebo nafta, s kterými nereaguje.
Cesium mimořádně rychle až explozivně reaguje s kyslíkem na superoxid cesný a s vodou na hydroxid cesný, a v přírodě se s ním proto lze setkat pouze ve formě sloučenin. Cesium se v přírodě vyskytuje pouze v jednom oxidačním stupni a to CsI. Reakce cesia s vodou je natolik exotermní, že unikající vodík reakčním teplem samovolně explozivně vzplane. Cesium se také za mírného zahřátí slučuje s vodíkem na hydrid cesný CsH, s dusíkem na nitrid cesný Cs3N nebo azid cesný CsN3. Nepřímo se také slučuje s uhlíkem. Soli cesia barví plamen modře až fialově.

## Izotopy
Cesium má 40 známých izotopů s nukleonovým číslem od 112 do 151. Některé vznikají ve starých hvězdách z lehčích prvků záchytem pomalých neutronů, případně při výbuchu supernovy. Kromě toho existuje nejméně 21 metastabilních jaderných izomerů. 
Jediným stabilním izotopem je 133Cs se 78 neutrony, který se používá v nejpřesnějších atomových hodinách a k definici jednotky času sekunda.
Nejdelší poločas rozpadu ze všech izotopů cesia má 135Cs, přibližně 2,3 milionu let; 137Cs má poločas rozpadu 30 let a 134Cs dva roky. Izotopy s nukleonovými čísly 129, 131, 132 a 136 mají poločasy rozpadu v řádu dnů, většina ostatních izotopů má poločasy rozpadu od několika sekund do zlomků sekund.
Izotop 135Cs je jedním z produktů štěpení uranu v jaderných reaktorech. Jeho produkce je však snížena tím, že 135Xe, ze kterého 135Cs vzniká, je silný neutronový jed ("vychytává" volné neutrony), takže se obvykle přemění na stabilní 136Xe dříve než dojde k rozpadu na 135Cs.
137Cs je jedním z hlavních zdrojů radioaktivity (vedle 90Sr) z vyhořelého jaderného paliva po několika letech chlazení, která přetrvává několik set let.
Téměř všechno cesium produkované jaderným štěpením pochází z beta rozpadu původně na neutrony bohatých štěpných produktů, procházejících různými izotopy jódu a xenonu. Protože jód a xenon jsou těkavé a mohou difundovat jaderným palivem a šířit se vzduchem, vzniká radioaktivní cesium často daleko od původního místa štěpení. 137Cs je součástí radioaktivního spadu z testů jaderných zbraní v 50. až 80. letech 20. století, může sloužit jako ukazatel pohybu půdy a sedimentů z té doby.

## Historický vývoj
Cesium bylo objeveno roku 1860 německým chemikem Robertem Wilhelmem Bunsenem a německým fyzikem Gustavem R. Kirchhoffem za použití jimi objevené spektrální analýzy, kteří cesium našli v dürkheimských minerálních vodách spolu s rubidiem. Cesium bylo pojmenováno podle svých dvou modrých čar ve spektru jako modrošedý – latinsky caesius. Čisté cesium se však Robertu Bunsenovi nepodařilo připravit, připravil pouze cesný amalgám. Kovové cesium poprvé získal Carl Setterberg až roku 1882 elektrolýzou směsi kyanidu cesného a kyanidu barnatého.

## Výskyt v přírodě

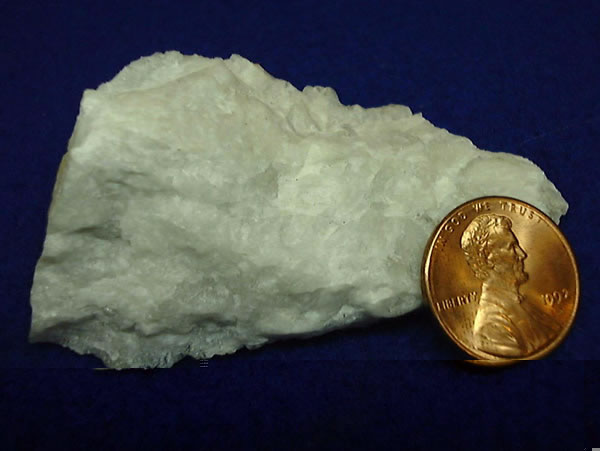
Minerál cesia – polucit

Díky jeho velké reaktivitě se v přírodě vyskytují pouze sloučeniny cesia a to pouze v mocenství Cs+.
Cesium se vyskytuje pouze vzácně jak na Zemi tak i ve vesmíru. Předpokládá se, že zemská kůra obsahuje 1–7 mg Cs/kg, což odpovídá 2,6 ppm (parts per milion = počet částic na 1 milion částic) a ve výskytu se řadí na stejnou úroveň jako brom, hafnium a uran. Průměrný obsah v mořské vodě je přibližně 0,5 μg/l. Ve vesmíru se předpokládá výskyt 1 atomu cesia na přibližně 100 miliard atomů vodíku.
V minerálech provází cesium obvykle ostatní alkalické kovy. Minerál s největším výskytem cesia se nazývá polucit CsSi2AlO6 nebo i (Cs,Na)2Al2Si4O12.2H2O
a nachází se v drúzách ostrova Elby. Větší výskyt je uváděn v minerálu lepidolitu, což je poměrně značně komplikovaný hlinito-křemičitan lithno-draselný KLi2[AlSi3O6] (OH, F)2. V tomto minerálu se obsah cesia pohybuje kolem hodnoty 1 %. V malých množstvích (asi okolo 0,015 %) se vyskytuje v karnalitu KCl.MgCl2.6 H2O.

## Výroba
Elementární cesium se průmyslově vyrábí elektrolýzou roztavené směsi 60 % chloridu vápenatého a 40 % chloridu cesného při teplotě 750 °C. Vápník vzniklý elektrolýzou ve sběrné nádobě tuhne, protože jeho teplota tání je vyšší než cesia a tím se od cesia odděluje. Elektrolýza probíhá na železné katodě a grafitové anodě, na které vzniká plynný chlor. Tento způsob pro tento kov však není úplně nejlepší. V současné době se vyrábí okolo pěti tun cesia ročně.
Železná katoda 2 Cs+ + 2 e− → 2 Cs
Grafitová anoda 2 Cl− → Cl2 + 2 e−
Lepší je příprava chemickou cestou, zahříváním hydroxidu cesného nebo oxidu cesného s kovovým hořčíkem v proudu vodíku nebo s kovovým vápníkem ve vakuu. Nejlepší redukovadlo reakce je zirkonium.
Malé množství cesia lze připravit zahříváním chloridu cesného s azidem barnatým za vysokého tlaku. Baryum vzniklé rozkladem azidu vytěsňuje z chloridu cesného cesium, které v podobě svých par kondenzuje na chladnějších stěnách nádoby.

## Využití
Vzhledem ke své mimořádné nestálosti a reaktivitě má kovové cesium jen minimální praktické využití.
- Jeho nízký ionizační potenciál dává možnost jeho uplatnění ve fotočláncích, sloužících pro přímou přeměnu světelné energie v elektrickou. Zároveň je proto perspektivním médiem pro iontové motory, jako pohonné jednotky vesmírných plavidel, dále ke konstrukci elektronek a fotonek (jako jediný kov vyzařuje elektrony při osvětlení světlem všech barev)

- Při výrobě katodových trubic, pracujících s nízkotlakou náplní inertního plynu, se užívá cesia jako getru, tj. látky sloužící k zachycení a odstranění posledních zbytků přimíšených reaktivních plynů.

- většina Cs jde ale na přípravu velmi hustých výplachů pro hlubinné vrtání – používá vodný roztok mravenčanu cesného (HCOOCs), který má hustotu až 2,3 g·cm−3

- do přístrojů pro noční vidění, ve fotonásobičích elektronů a v televizních přijímačích

- izotop 137Cs s poločasem přeměny 30,08 let[2] se používá v nedestruktivním zkoušení materiálů a výrobků (defektoskopii) a při ozařování rakovinných nádorů

- Od roku 1967 je v soustavě SI definována základní jednotka času, 1 sekunda, na základě frekvence emitovaného světelného záření izotopu 133Cs. Je definována jako doba trvání 9 192 631 770 period záření, které odpovídá přechodu mezi dvěma hladinami velmi jemné struktury základního stavu tohoto izotopu. Tato definice předpokládá atomy v klidu a při teplotě absolutní nuly.[3]

## Sloučeniny

### Anorganické sloučeniny

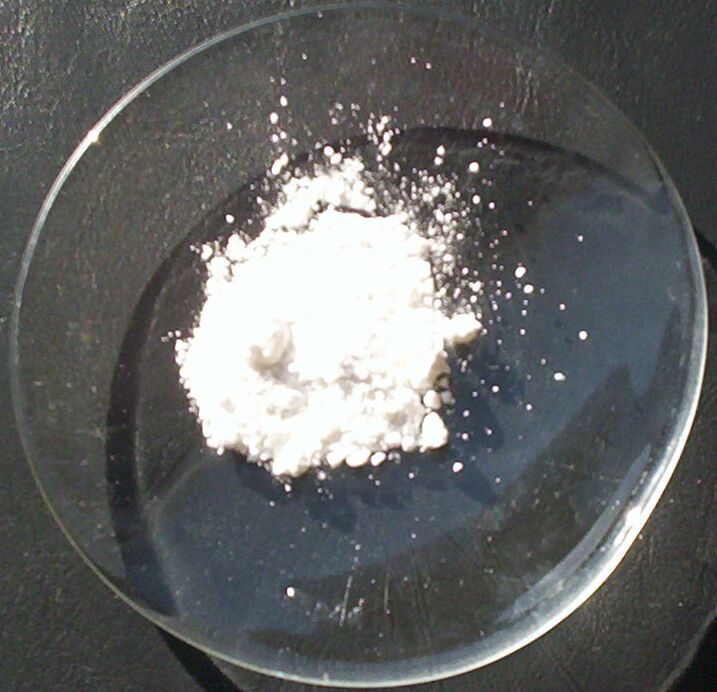
Uhličitan cesný

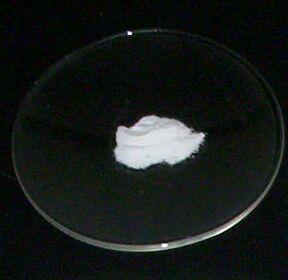
Fluorid cesný

- Hydrid cesný CsH je bílá krystalická látka, které lze využít jako velmi silné redukční činidlo. Na vzduchu je nestálý, reaguje s kyslíkem i se vzdušnou vlhkostí. Připravuje se reakcí mírně zahřátého kovového cesia ve vodíkové atmosféře.

- Superoxid cesný CsO2 je žlutý prášek, na vlhkém vzduchu nestabilní. Lze ho využít jako silného redukčního činidla, které jemnou oxidací odštěpí jeden kyslík a přejde v peroxid cesný a silnější oxidací odštěpí dva kyslíky a přejde v oxid cesný. U cesia jsou známé i oxidy (tzv. suboxidy) se složením Cs7O, Cs4O, Cs7O2, Cs3O, Cs2O a Cs2O3. Superoxid cesný vzniká hořením cesia na vzduchu nebo i za pokojové teploty při jeho samovolné oxidaci vzdušným kyslíkem.

Cs + O2 → CsO2
- Hydroxid cesný CsOH je bílá krystalická látka, která je na rozdíl od analogických sloučenin sodíku a draslíku málo hygroskopická a je jen velmi omezeně rozpustná ve vodě. Je to velmi silná zásada, která má velmi silné žíravé účinky. Připravuje se reakcí cesia, oxidu cesného, peroxidu cesného nebo superoxidu cesného s vodou nebo elektrolýzou roztoku chloridu cesného či podvojnou záměnou mezi cesnou solí a hydroxidem kovu alkalických zemin.

#### Soli
Cesné soli jsou ve vodě obecně velmi dobře rozpustné a jen několik je nerozpustných, všechny mají bílou barvu, pokud není anion soli barevný (manganistany, chromany). Cesné soli vytváří snadno podvojné soli, ale velmi nesnadno komplexy. Ještě před 50 lety[kdy?] nebyly známy žádné komplexy alkalických kovů a uvažovalo se o nich, že nejsou vůbec schopny tvořit komplexy (podobně jako se uvažovalo, že vzácné plyny nejsou schopny tvořit sloučeniny).
- Chlorid cesný CsCl je bílá krystalická látka. Chlorid cesný i ostatní cesné halogenidy mají silný sklon k tvorbě polyhalogenidů. Vyrábí se reakcí kyseliny chlorovodíkové s uhličitanem cesným nebo hydroxidem cesným. Ostatní cesné halogenidy nemají praktické využití.

- Dusičnan cesný CsNO3 je bílá krystalická látka, která se svými vlastnostmi velmi podobá dusičnanu draselnému. Vyrábí se reakcí kyseliny dusičné s hydroxidem cesným nebo uhličitanem cesným.

- Uhličitan cesný Cs2CO3 je bílá krystalická, silně hygroskopická látka. Snadno se rozpouští ve vodě a v ethanolu. Nejlépe se připravuje reakcí síranu cesného s hydroxidem barnatým a následným odpařením s uhličitanem amonným. Dá se také připravit reakcí hydroxidu cesného se vzdušným oxidem uhličitým.

- Síran cesný Cs2SO4 je bílá krystalická látka, která se svými vlastnostmi podobá síranu draselnému. Velmi snadno tvoří podvojné sloučeniny, popřípadě smíšené soli. Připravuje se reakcí uhličitanu cesného nebo hydroxidu cesného s kyselinou sírovou.

- Fosforečnan cesný Cs3PO4

### Organické sloučeniny
Mezi organické sloučeniny cesia patří zejména cesné soli organických kyselin a cesné alkoholáty. K dalším cesným sloučeninám patří organické komplexy cesných sloučenin tzv. crowny a kryptáty. Zcela zvláštní skupinu organických cesných sloučenin tvoří organokovové sloučeniny.